# Austernsauce (Würzsauce)

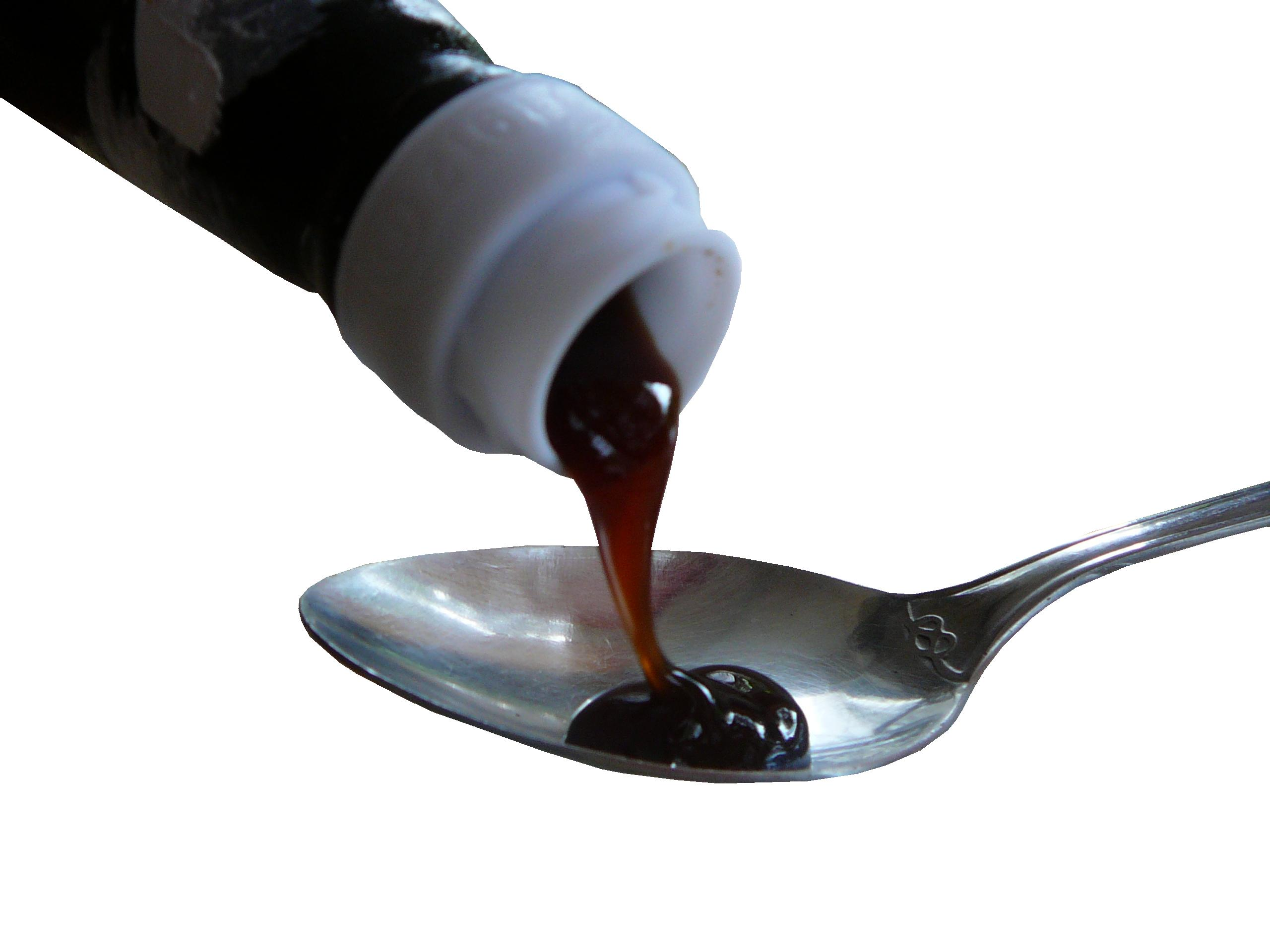
Austernsauce

Austernsauce ist eine dunkelbraune, dickflüssige Würzsauce der asiatischen Küche. Ursprünglich aus in Salzwasser fermentierten Austern hergestellt, besteht sie heute meist aus einer Mischung von Austernextrakt und Sojasauce, die vorher mit Salz, Knoblauch und Zwiebeln eingekocht wurde. Sie wird mit Maismehl angedickt und mit dem Farbstoff E 150 a (Zuckercouleur) gefärbt, als Geschmacksverstärker wird E 621 (Glutamat) zugesetzt.
Austernsauce zeichnet sich durch ein strenges, salziges, leicht fischiges Aroma aus. Sie dient vor allem in der chinesischen Küche – häufig mit Sojasauce vermischt – als Allzweckwürze. Man verwendet sie zum Marinieren, Abschmecken und zum Nachwürzen bei Tisch.